# ردیابی سیارک نزدیک‌به‌زمین
ردیابی سیارک نزدیک‌به‌زمین یا نیت (به انگلیسی: Near-Earth Asteroid Tracking NEAT)،
برنامه‌ای است که از سوی ناسا و آزمایشگاه پیش‌رانش جت برای کشف اشیاء نزدیک به زمین اجرا شده بود. این پروژه در دسامبر سال ۱۹۹۵ آغاز شد و تا آوریل ۲۰۰۷ ادامه یافت. نیت جانشین برنامهٔ بررسی سیارک‌های سیاره‌گذر پالومار (PCAS) بود.